# A Social Deception
A Social Deception è un cortometraggio muto del 1916 diretto da Thomas N. Heffron. Prodotto dalla Selig e sceneggiato da Grace MacGowan Cooke, il film aveva come interpreti Harry Mestayer, Eugenie Besserer, James Bradbury Sr., Grace Darmond, Wheeler Oakman.

## Trama
Alla vigilia del rientro in patria di sua figlia Violet, che è stata a lungo in convento in Europa, Delancey Rensselear scopre che il mercato finanziario lo ha rovinato e che ormai si trova letteralmente sul lastrico. Non sapendo che fare, chiede l'aiuto della signora Roache Dunning, una matrona dell'alta società che gli promette di prendere con sé Violet come sua segretaria e di trovarle un ricco marito. Nel frattempo, durante il viaggio sulla nave, Violet, che è accompagnata da Grace Elliott, una ricca vedova, conosce e si innamora di Blake Penderley. Grace, però, si ingelosisce e tanto fa che riesce a fare rompere i due, convincendo Penderley a sposare lei.

A casa, Violet comincia a lavorare per la signora Dunning. Conosce anche Page Carter, appena arrivato in città alla ricerca della sorella di cui non sa più niente. Carter, con Violet, si finge un poco di buono e quale non sarà la sorpresa della ragazza scoprire che l'uomo, invece, è un milionario per il quale la signora Dunning ha dato una cena in onore. Nel corso della conversazione con lui, si scopre anche dove si trova Octavia, sua sorella. Il milionario poi chiede la mano di Violet con somma soddisfazione di tutti.

## Produzione
Il film fu prodotto dalla Selig Polyscope Company.

## Distribuzione
Distribuito dalla General Film Company, il film - un cortometraggio in tre bobine - uscì nelle sale cinematografiche statunitensi il 1º aprile 1916.